# Verbandsgemeinde Loreley
Verbandsgemeinde Loreley är en administrativ enhet i Rhein-Lahn-Kreis i det tyska förbundslandet Rheinland-Pfalz. Verbandsgemeinde Loreley inbegriper 3 städer och 19 Ortsgemeinden.
| Ortsgemeinde, Stad       | Areal (km²) | Invånare |
| ------------------------ | ----------- | -------- |
| Auel                     | 2,65        | 199      |
| Bornich                  | 12,00       | 1 018    |
| Braubach, Stadt          | 19,54       | 3 036    |
| Dachsenhausen            | 10,18       | 1 033    |
| Dahlheim                 | 6,82        | 859      |
| Dörscheid                | 8,65        | 401      |
| Filsen                   | 1,88        | 638      |
| Kamp-Bornhofen           | 11,37       | 1 563    |
| Kaub, Stadt              | 12,98       | 847      |
| Kestert                  | 6,90        | 613      |
| Lierschied               | 5,95        | 473      |
| Lykershausen             | 3,35        | 217      |
| Nochern                  | 7,11        | 515      |
| Osterspai                | 13,00       | 1 257    |
| Patersberg               | 2,65        | 387      |
| Prath                    | 4,33        | 328      |
| Reichenberg              | 3,23        | 183      |
| Reitzenhain              | 5,66        | 315      |
| Sankt Goarshausen, Stadt | 7,00        | 1 292    |
| Sauerthal                | 3,57        | 166      |
| Weisel                   | 13,06       | 1 088    |
| Weyer                    | 6,00        | 478      |
| Verbandsgemeinde Loreley | 167,86      | 16 906   |